# Group Label
 (juin 2019).
Si vous disposez d'ouvrages ou d'articles de référence ou si vous connaissez des sites web de qualité traitant du thème abordé ici, merci de compléter l'article en donnant les références utiles à sa vérifiabilité et en les liant à la section « Notes et références ».
 (juin 2019).
Group Label (Label Habitat) est une société française qui gère plusieurs sites de vente en ligne spécialisés dans le secteur de la menuiserie, du confort et de la sécurité.

## Histoire
Group Label a été fondé en avril 2010 avec la création de son premier site de vente, LabelHabitation. La société a continué à évoluer de 2010 à 2015 et créé divers sites de vente en ligne, au total Group Label compte aujourd’hui 8 sites[Quand ?] (LabelHabitation, MisterMenuiserie, MisterGatesDirect, Coffrefortplus, RadiateurPlus, Poeleàboismaison, MotorisationPlus, TélécommandeOnline). Depuis 2016, plus d’une soixantaine de boutiques MisterMenuiserie situées aux quatre coins de l’Hexagone ont ouvert leurs portes. Son chiffre d'affaires augmente chaque année.
Répartie sur plusieurs sites ; le siège social se situe à Saint-Marcel, et les équipes technique et marketing se trouvent à Paris (75) ; son centre logistique est situé à Cholet.
En 2019 : IDI a pris une participation minoritaire dans Group Label pour un investissement en fonds propres de 12 millions d’euros.
Le 4 décembre 2024, le tribunal de commerce de Rouen prononce la liquidation judiciaire de l'entreprise,.

## Domaine d'activité et produits
Depuis sa création en 2010, le Group Label s’est spécialisé dans la distribution des équipements de maisons.
Quelques exemples de produits :
- Motorisation de portail
- Portail en aluminium
- Interphonie
- Coffre-fort
- Poêles à bois/granulés
- Radiateurs électriques

## Implantation
En juillet 2016, Mistermenuiserie a étendu son offre internet à l’Angleterre avec MisterGatesDirect.